# 洪友崇
洪友崇（1929年11月—），广东南澳人，中国古昆虫学家。他是中国古昆虫学科的奠基人之一。

## 生平
洪友崇于1949年毕业于汕头市聿怀中学，进入北京地质学院勘探系学习。1953年毕业后，曾任职于地质部地矿司黑色金属处。1956年起调入中国地质科学院地质研究所，开始从事古生物研究工作。1958年至1960年间曾前往苏联科学院水生研究所学习。1963年调入地质部天津地矿研究所古生物研究室，从事昆虫化石等研究，曾担任研究室副主任。1980年晋升副研究员，1983年又升为研究员。次年起调任北京自然博物馆自然历史研究所所长。1990年退休后继续从事研究工作。

## 研究
洪友崇是古昆虫学研究专家，他对中国古昆虫区系作过系统性研究，在全国范围内创建了22个昆虫群以及51个昆虫组合。他最早提出了热河生物群源于华北古陆的观点，还创建了中侏罗世的燕辽生物群。此外，他也是蜜蜂起源于华北古陆这一学术观点的提出者。后来，他又在中生代、新生代昆虫研究的基础上，进行了早期昆虫——石炭纪纳缪尔阶昆虫的研究，从而填补了中国对这个时期昆虫研究的空白。